# Sven Grathwohl
Sven Grathwohl (* 4. August 1988) ist ein ehemaliger deutscher Handballtorwart. Er spielte zuletzt in der 3. Liga beim TSB Horkheim.

## Karriere
In der Jugend begann Sven Grathwohl beim TV Aixheim. 2004 wechselte er dann zur JSG Balingen-Weilstetten. Anschließend wechselte er in den Seniorenbereich der HBW Balingen-Weilstetten. Aufgrund einer Förderlizenz spielte Grathwohl meist in der Oberliga-Mannschaft des HBW und erhielt gelegentliche Bundesligaeinsätze. In der Saison 2008/09 war Grathwohl zusammen mit Nikola Marinovic das Torhütergespann der ersten Mannschaft des HBW. Zur Saison 2010/11 wechselte er zu ESV Lok Pirna in die 3. Liga. 2013 verließ er den ESV und schloss sich der SG Kronau-Östringen an. Eine Spielzeit später schloss er sich dem TSB Horkheim an. Zur Saison 2016/17 wechselte er zum Drittligisten HC Oppenweiler/Backnang. Zwei Spielzeiten später kehrte er wieder nach Horkheim zurück. Nach der Saison 2021/22 beendete Grathwohl seine Karriere und ist seitdem beim TSB Horkheim als Torwarttrainer tätig.
Sven Grathwohl hat 15 Jugend- und Juniorenländerspiele für die deutsche Nationalauswahl bestritten.